# ファイルーズ・ファウジー
モハメッド・ファイルーズ・ビン・モハメッド・ファウジー（Mohamed Fairuz bin Mohamed Fauzy、1982年10月24日 - ）は、マレーシア・クアラルンプール出身のレーシングドライバー。身長178cm、体重70kg。既婚で1児の父でありイスラム教徒であることを公言している。

## 経歴
1994年からレーシングカートに参加し始め1999年にイギリス・フォーミュラ・フォード、2000年にイギリス・フォーミュラ・ルノーに参戦。
2002年にイギリス・フォーミュラ3選手権のBクラスに参戦し、2003年イギリス・フォーミュラ3選手権メインクラスに昇格しSYRとPromatecmeチームの両方から参戦、2004年にMenuとP1チームの両方から参戦。
2005年はGP2に移りDAMSから2006年はスーパーノヴァ・レーシングから参戦。
2005-2006年、2007-2008年にはA1グランプリにアレックス・ユーンと共に参戦、2008-2009年はアローン・リムと共にA1チーム・マレーシアで参戦。
2007年にはスパイカーF1にてテストドライバーを務めながらワールドシリーズ・バイ・ルノーにCram Competitionチームで参戦。
2008年はGP2アジアシリーズでスーパーノヴァ・レーシングから参戦し、再びGP2メインシリーズに参戦。
2009年はワールドシリーズ・バイ・ルノーにFortec Motorsport/Mofaz Racingチームから参戦し2位。
2009年12月14日に2010年のF1世界選手権から新たに参戦するロータスF1チームのテスト兼リザーブドライバーを務める。
2010年のF1世界選手権では、マレーシアGP、イギリスGP、ドイツGPの金曜フリー走行を担当。
2011年はルノーF1にテストドライバーとして移籍。
2012年にSUPER GTのマレーシアラウンドにスポット参戦し、その走りを見た新田守男がファウジーを推挙。2013年にGT300クラスへ参戦した。

## レース戦歴

### フォーミュラ1
| 年     | チーム   | シャーシ | 1   | 2   | 3      | 4   | 5   | 6   | 7   | 8   | 9   | 10     | 11     | 12  | 13  | 14  | 15     | 16  | 17  | 18  | 19     | WDC | ポイント |
| ------ | -------- | -------- | --- | --- | ------ | --- | --- | --- | --- | --- | --- | ------ | ------ | --- | --- | --- | ------ | --- | --- | --- | ------ | --- | -------- |
| 2010年 | ロータス | T127     | BHR | AUS | MAL TD | CHN | ESP | MON | TUR | CAN | EUR | GBR TD | GER TD | HUN | BEL | ITA | SIN TD | JPN | KOR | BRA | ABU TD | -   | -        |

### SUPER GT
| 年     | チーム         | コ.ドライバー            | 使用車両                  | タイヤ | クラス | 1      | 2      | 3       | 4   | 5   | 6   | 7   | 8   | 順位 | ポイント |
| ------ | -------------- | ------------------------ | ------------------------- | ------ | ------ | ------ | ------ | ------- | --- | --- | --- | --- | --- | ---- | -------- |
| 2012年 | サンダーアジア | 吉田広樹                 | モスラー・MT900           | Y      | GT300  | SUZ    | FSW    | SEP Ret | SUG | SUZ | FSW | AUT | TRM | NC   | 0        |
| 2013年 | apr            | 岩崎祐貴 小林賢二 (Rd.2) | アウディ・R8 LMS ウルトラ | Y      | GT300  | OKA 14 | FSW 15 | SEP     | SUG | SUZ | FSW | AUT | TRM | NC   | 0        |